# Лофур непальський
Лофур непальський (Lophura leucomelanos) — вид куроподібних птахів родини фазанових (Phasianidae). Поширений у Південній Азії.

## Поширення
Лофур непальський займає досить великий ареал, який проходить через південний схил Гімалаїв від річки Інд в Пакистані до західного Таїланду через північну Індію, Непал, Бутан, східний Бангладеш, південний Тибет, північно-західний Юньнань південно-центральний Китай) і західну М'янму. Його також успішно інтродукували на Гавайські острови.
Дев'ять підвидів живуть у різноманітних середовищах існування на дуже різних висотах, які можуть коливатися від рівня моря до 3600 метрів, у досить різних ландшафтах, таких як тропічні ліси та гірські лісисті райони. Номінальний підвид трапляється на висотах, подібних до тих, які займає форма hamiltonii, тобто між 400 і 3500 метрів, але найбільша щільність особин спостерігається між 900 і 2100 метрами. Влітку його можна зустріти на великих висотах, а взимку — на значно менших. На цих середніх висотах домінуюча рослинність складається з соснових лісів нижче 1800 метрів і дубових лісів між 1500 і 2700 метрів. З двох підвидів, які живуть на низьких висотах у Пакистані, зокрема в Північно-Західній прикордонній провінції, L. l. hamiltonii займає найпівденніший ареал. Здається, він здатний адаптуватися як до первинних лісів, так і до вторинних лісів, які експлуатує людина.

## Підвиди
Відомом дев'ять визнаних підвидів:
- L. l. hamiltonii (J. E. Gray, 1829), у західних Гімалаях зустрічається від річки Інд у північному Пакистані до західного Непалу;
- L. l. leucomelanos Latham, 1790, поширений із західних до центрально-східних регіонів Пакистану;
- L. l. melanota (T. Hutton, 1848), поширений у східній частині Непалу, у Сіккімі та в західному Бутані;
- L. l. moffitti (Hachisuka, 1938), типовий для центрального Бутану;
- L. l. lathami (J. E. Gray, 1829), широко поширений у східному Бутані, Аруначал-Прадеш і Маніпур (Індія), східному Бангладеш, південно-східній околиці Тибету і північній західній Юньнані;
- L. l. williamsi (Oates, 1898), широко поширений у західній Бірмі та, можливо, у східній частині Маніпуру (Індія);
- L. l. oatesi (Ogilvie-Grant, 1893), поширений у горах Аракан Йома на південному заході Бірми;
- L. l. lineata (Vigors, 1831), широко поширений у східній Бірмі та північно-західному Таїланді;
- L. l. crawfurdii (J. E. Gray, 1829), типовий для Тенассеріму та південно-західного Таїланду.

## Опис
Довжина тіла самця 63–74 см (хвіст 21–35 см), самиці — 50–60 см (з них хвіст 19–23,5 см); маса тіла 564—1025 г. Опис стосується птахів номінативного підвиду. Навколо ока червона шкіра. Райдужка оранжево-коричнева. Ноги від сірого до пурпурно-коричневого кольору. В оперенні спостерігається статевий диморфізм. Птахи обох статей мають великий гребінь і довгий хвіст, у самця середні кермові ширші і довші, звужуються до кінця. У самця лоб, тім'я, горло, шия і верх тулуба синьо-чорні, блискучого кольору, пір'я в цих місцях виділяється слабо помітним білим ворсом. Нижня частина спини, круп і підхвістя виділяються широкими білими кінчиками. Крила і хвіст чорно-бурі з зелено-блакитними переливами. Нижня сторона тіла чорна, матова. Ланцетні пероподібні форми на грудях і боках мають білі краї. У самиці більша частина оперення рівномірно тьмяно-коричнева, прикрашена тонкими чорними смугами. Хвіст темно-коричневий з більш світлою середньою парою кермових, яка додатково вкрита чорно-палевими смугами.